# Dirigente Movimento
Il Dirigente Movimento, anche noto come capostazione, precedentemente conosciuto come Dirigente Locale (in relazione alle altre figure previste dai regolamenti italiani, quali il Dirigente Centrale, il Dirigente Unico e il Dirigente Centrale Operativo, preposte invece alla gestione di intere linee), è una figura professionale delle ferrovie italiane che opera in una stazione ferroviaria per dirigervi la circolazione dei treni e/o il movimento delle manovre.

## Storia
Prima della separazione tra gestore infrastruttura e imprese di trasporto, il capostazione delle piccole stazioni era incaricato delle mansioni commerciali come la tassazione per le spedizioni di colli e perfino di interi carri merci o, in certi casi, di interi treni. Altra mansione del capostazione di piccole e medie stazioni riguardante la parte commerciale era la vendita di biglietti e abbonamenti, l'assistenza alla clientela compresa l'informazione sugli orari e sulle coincidenze. In tali casi al capostazione era demandato il compito di tenere la contabilità dell'attività di vendita e di versare i ricavi alle casse dell'azienda. 
Con le modifiche istituzionali delle Ferrovie dello Stato e il successivo scorporamento in singole società per azioni, come Rete Ferroviaria Italiana e Trenitalia, tale mansione commerciale (rimasta in altre ferrovie in Italia e in Europa) è stata tolta al Dirigente Movimento.
Fino al 1985 (ultimo anno di esistenza dell'azienda autonoma delle Ferrovie dello Stato), il capostazione aveva la possibilità di inviare e ricevere telegrammi, incombenza risalente al periodo in cui i essi erano obbligatoriamente in possesso dell'abilitazione al telegrafo (per comunicare con i colleghi e gestire la circolazione dei treni).
Dalla nascita delle Ferrovie dello Stato nel 1905 alla nascita di Rete Ferroviaria Italiana, azienda del gruppo FS nel 2001, la figura del capostazione ha subito grandi mutamenti: in origine l'organizzazione ferroviaria seguiva una gerarchia rigida ed il neo assunto nel settore Movimento, ovvero il settore specializzato nella circolazione dei treni, aveva la qualifica di Alunno d'Ordine.
Al completamento della formazione, si veniva promossi a Sotto-Capo con abilitazione al Movimento, In seguito si poteva diventare capostazione di terza, seconda o prima Classe in base alle responsabilità ed all'organizzazione dell'impianto di assegnazione. La carriera si concludeva con la qualifica di capostazione principale o in determinati grandi impianti come Roma Termini in Capostazione Superiore per il suo titolare. La titolarità si poteva acquisire dalla II classe in poi. Un capostazione titolare (abbreviato in CSTit) gestiva il lato amministrativo della stazione, la manutenzione e la turnazione degli altri capistazione. Fino al 1953 nei grandissimi impianti il titolare era capostazione superiore, riconoscibile per le foglie di alloro ricamate che avvolgevano il suo berretto a cilindro.
Con l'avanzare della tecnologia e la semplificazione del lavoro sono diminuite gradualmente le qualifiche ferroviarie, si è avuta nel corso degli anni '50 e '60 del '900 l'abolizione degli alunni d'ordine, dei sottocapi, poi delle tre classi della qualifica di capostazione e si è arrivati al 1971 ad avere le qualifiche di capostazione, capostazione superiore e di capostazione sovrintendente, ribadite nel regolamento vestiario uniforme del 1985. Nel 1997 con il nuovo contratto si è arrivati alla semplificazione delle qualifiche, lasciando solamente il capostazione, ed il capostazione livello quadro, per il personale di grandi impianti.
In passato per ogni qualifica era previsto un berretto specifico per la qualifica, con un diverso numero di galloni sul berretto a cilindro fino al 1953 o sul soggolo del berretto dal 1953 a seguire. A partire dal 1997 in poi, il capostazione ha un berretto dotato di soggolo a treccia semplice a prescindere se CS semplice o livello Quadro.

## Mansioni
Il Dirigente Movimento diviene tale dopo aver acquisito la prescritta abilitazione a seguito degli opportuni corsi di studio ed il superamento dei relativi esami, che gli consentono di gestire la circolazione dei treni all'interno di una stazione ferroviaria, di operare per l'invio o il ricevimento degli stessi nelle tratte attigue e di dirigere opportunamente le manovre e la circolazione dei carrelli di servizio. Il personale impiegato come Dirigente Movimento ai tempi delle Ferrovie dello Stato poteva avere qualifiche diverse da Capostazione, come ad esempio, Assistente di Stazione abilitato al Movimento. A seguito di un determinato periodo continuativo in tale mansione si veniva promossi a Capostazione. Attualmente, in ambito RFI, le qualifiche di Ausiliario e Assistente sono sparite e tutti i Dirigenti Movimento hanno la qualifica di Capostazione, tale situazione può essere diversa negli altri Gestori Infrastruttura presenti in Italia che seguono regole interne leggermente diverse.
La figura del capostazione è da sempre sinonimo di autorità in ambito ferroviario, la sua uniforme comprende un berretto rosso ed il suo strumento di lavoro, oltre alla paletta di comando, dove ancora prevista, è di solito l'apparato centrale utilizzato per gestire il traffico in stazione.
Il compito primario del Dirigente Movimento di stazione consiste nel garantire la sicurezza e la regolarità della circolazione ferroviaria all'interno della propria area di competenza.In particolare, il Dirigente Movimento è responsabile della gestione delle operazioni di instradamento e distanziamento dei treni tra le località di servizio, anche in condizioni degradate, ossia in presenza di malfunzionamenti ai sistemi di distanziamento, abbattimento delle barriere ai passaggi a livello, guasti agli impianti di stazione o di linea, o in qualsiasi altra situazione anomala che possa compromettere il normale esercizio ferroviario.In tali circostanze, il Dirigente Movimento assume il controllo operativo delle funzioni normalmente svolte dagli apparati guasti, provvedendo – ove previsto – alla verifica dello stato degli enti interessati (ad esempio, i deviatoi) e gestendo la circolazione mediante l’emissione di apposite prescrizioni scritte. Tali disposizioni operative devono essere consegnate direttamente al macchinista, oppure trasmesse telefonicamente, affinché la partenza del treno possa avvenire in condizioni di sicurezza anche in presenza di guasto.

## Organici
Data la vasta tipologia delle stazioni e degli scali merci, il numero di capistazione è variabile a seconda dell'importanza dell'impianto. La configurazione minima è data dal capostazione che, da solo o semplicemente coadiuvato da un "operatore della circolazione" cui è demandata la parte fisica del lavoro, gestisce il traffico nella sua stazione. Una stazione di media importanza (in relazione al traffico gestito) può vedere Dirigente Operatore, Dirigente Esterno, Dirigente Interno, Dirigente Piazzalista (quest'ultima non più prevista dopo la separazione tra Trenitalia e RFI) e svariate altre figure, ognuna con professionalità specifica e dedicata a un particolare settore della gestione del traffico dei treni e delle manovre. 
In stazioni di grande importanza, al capostazione veniva fatto carico anche della quotidiana gestione della modulistica da consegnare al personale di macchina e al personale di bordo che è per questi necessaria nel tragitto che vanno a intraprendere. In tali prescrizioni sono presenti informazioni fondamentali per la sicurezza come rallentamenti in atto sulla linea e le caratteristiche specifiche della tratta che verrà percorsa del treno.
In alcune realtà di Gestori Infrastruttura diversi da RFI tale compito è ancora svolto dal DM in turno, in ambito FS tali prescrizioni attualmente sono affidate ad un nucleo specifico di RFI di nome Aster M3M40, dove personale anch'esso con qualifica di Capostazione elabora in maniera computerizzata e fornisce per via informatica alle Imprese ferroviarie le prescrizioni specifiche per le linee percorse. Tali prescrizioni giungono al personale di macchina attraverso i Tablet in dotazione. Al Dirigente Movimento rimane in carico la consegna delle prescrizioni solo in caso di guasto ai sistemi.